# Hans Motzfeldt
Hans Lars Hendrik Motzfeldt (17. října 1881, Saarloq – 9. května 1921, Paamiut) byl grónský katecheta a zemský rada zasedající v první zemské radě Jižního Grónska.

## Životopis
Hans Motzfeldt byl synem katechety Edvarda Frederika Larse Josva Julia Motzfeldta a jeho manželky Antoinette Ingeborg Marie Caritas Chemnitz z Nanortaliku, jeho matka byla sestrou Jense Chemnitze. V letech 1897 až 1903 se vzdělával v Grónském semináři. Poté působil jako katecheta na různých místech, během svého působení v Qeqertarsuatsiaatu byl v letech 1911 až 1916 členem první jihogrónské zemské rady. Naposledy byl vedoucím katechetou v Paamiutu. Zemřel v roce 1921 ve věku 39 let. Jeho syn Lars Motzfeldt a jeho zeť Klaus Lynge později také zasedali v zemské radě.